# 粉紅症
粉紅症，又称为肢體疼痛，是一種由于暴露於汞而染上的疾病，是汞中毒的一种表现。一般只有婴儿容易患这种疾病，因为在嬰兒用品（例如嬰兒用藥或是預防蠕蟲的尿布等）中可能会含有具有杀菌作用的含汞添加剂。

## 介紹
粉紅症因其症狀为病人手腳變成粉紅色而得名。一些沒有因该疾病死亡的嬰兒，会出现肢体疼痛的症状，在生长发育中还會出现更多的健康問題。疾病發展階段中的其他症状有頭髮掉落、手腳发腫、牙齒容易鬆動等。

## 健康影響
该疾病还会导致部分人会出现神經的病變、臉部和手腳都会泛紅、記憶容易出现障礙。有類似的臨床病有川崎病和嗜鉻細胞瘤。